# Tribunal Especial de Repressió de la Maçoneria i del Comunisme

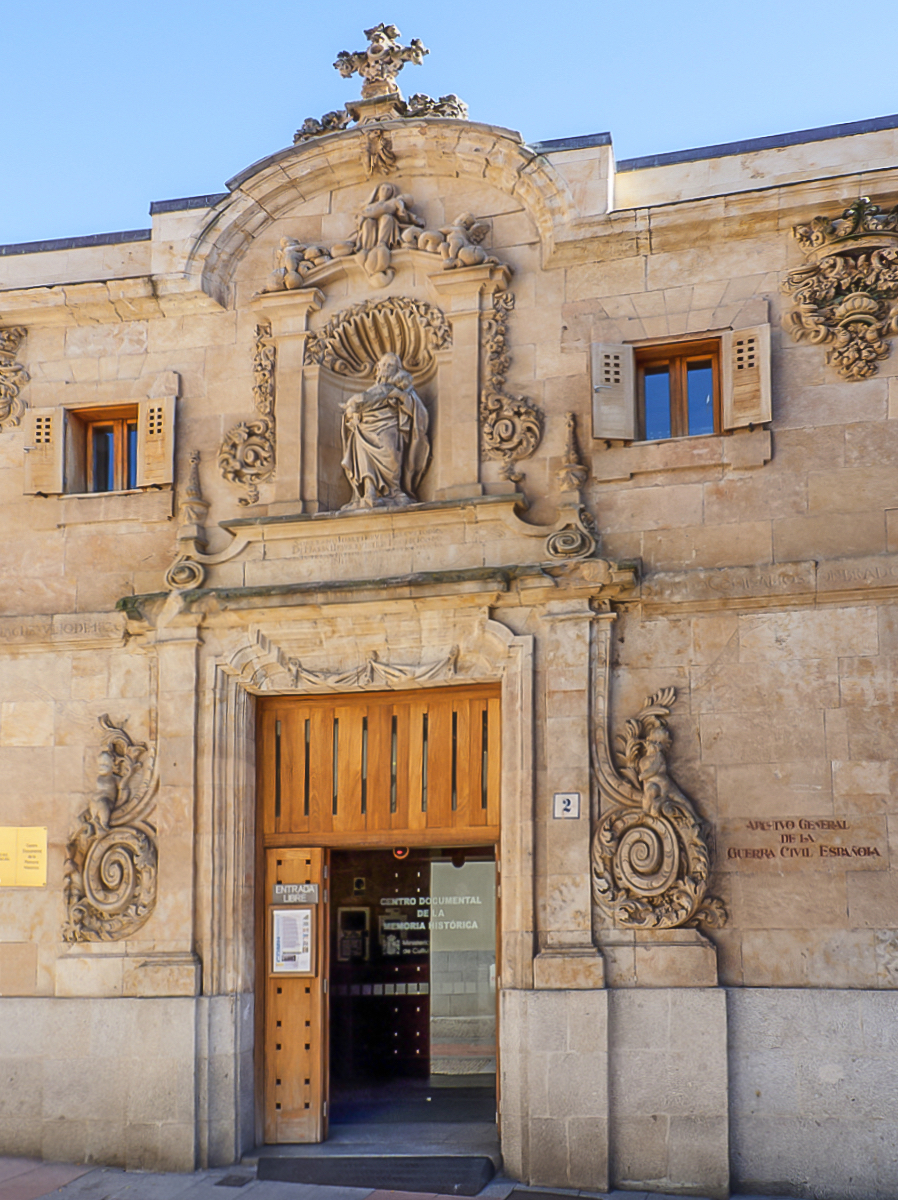
Arxiu General de la Guerra Civil espanyola

El Tribunal Especial de Repressió de la Maçoneria i del Comunisme fou creat a Espanya l'1 de març de 1940 quan es va dictar la Llei per a la Repressió de la Maçoneria i el Comunisme. Del 1940 cap a la seva supressió el 1964 va conduir més de 60.000 processos.
Al preàmbul es justifica la necessitat d'aquesta repressió per què:
| « | En la pèrdua de l'imperi colonial espanyol, en la Guerra del Francès cruent, en les guerres civils que van tocar Espanya al segle passat, i en les pertorbacions que van accelerar la caiguda de la monarquia constitucional, i que van minar l'etapa de la Dictadura tot i en molts crims d'Estat, sempre es descobreix l'acció conjunta de la maçoneria i de les forces anarquitzants, mogudes per ressorts internacionals ocults. Aquests danys greus afectats a la grandesa i el benestar de la Pàtria van intensificar-se durant el decenni passat i culminaren en una campanya atea, materialista, antimilitarista i antiespanyola amb l'ànim de fer de la Nostra Espanya un satèl·lit i esclava de la tirania soviètica criminal. | » |

Al seu article 12 establia la creació i composició del Tribunal Especial per a la Repressió de la Maçoneria i el Comunisme. Les penes anaven des de la confiscació de béns fins a la reclusió major. Els maçons, a part de les sancions econòmiques, quedaven automàticament separats de qualsevol ocupació o càrrec de caràcter públic. Es van establir penes de vint a trenta anys de presó per als graus superiors, i de dotze a vint per als cooperadors.
El tribunal era compost d'un president, un general, un prominent de la Falange Española i dos juristes. Tots els membres eren proposats personalment per Francisco Franco. El primer president, Marcelino de Ulibarri era un amic personal del dictador i company durant els seus estudis a l'Acadèmia militar.
Els processos van conduir-se després de l'anàlisi dels documents confiscats per la Delegació de l'Estat per la Recuperació de Documents que des de la fi de la Guerra Civil espanyola va confiscar tot arreu de l'estat documents d'entitats privades, d'administracions públiques republicanes i de persones. Dos tribunals s'ocuparen principalment de la maçoneria. El 1942 un tercer tribunal va erigir-se per a tractar els comunistes.
Les penes eren molt dures, els processats perdien els seus drets civils i els béns privats i els de les organitzacions incriminades eren confiscades per l'estat. Als primers cinc anys, de 1940 fins a la fi del 1945, 2307 persones van ser condemnades, 2269 pel “delicte“ de francmaçoneria, 12 pel de comunisme i 26 pel doble delicte. Molts exiliats van ser condemnats per contumàcia. La pena mínima era de dotze anys de presó menor.
El tribunal fou suprimit el 8 de febrer de 1964, però gran part de les seves funcions s'havien transferit al Tribunal d'Ordre Públic creat el 1963, fins que aquest va ser abolit el 1977 durant la Transició democràtica espanyola.

## Arxius
Els arxius del Tribunal Especial per a la Repressió de la Maçoneria i el Comunisme actualment formen part de l'Arxiu General de la Guerra Civil espanyola, situat a Salamanca. La seva informació és públicament accessible a qualsevol que ho desitgi. En aquests arxius es poden consultar les condemnes per delicte de maçoneria.

## Uns condemnats
Condemnats a 30 anys de reclusió
| Nom                                       | Lògia                                                   | Localitat | Sumari |
| ----------------------------------------- | ------------------------------------------------------- | --------- | ------ |
| Antonio García Alcaraz                    | Logia Luis Simarro                                      | Madrid    | 468-44 |
| Antonio Fernandez de Velasco (Periodista) | \| Logia Ibérica \| \| Logia Mantua \| \| Logia Life \| | Madrid    | 468-44 |
| Logia Ibérica                             |                                                         |           |        |
| Logia Mantua                              |                                                         |           |        |
| Logia Life                                |                                                         |           |        |

Condemnats a 20 anys de reclusió
| Nom                           | Lògia                                                                   | Localitat | Sumari |
| ----------------------------- | ----------------------------------------------------------------------- | --------- | ------ |
| Carlos Riera Viana            | \| Logia Ibérica \| \| Logia Hispano Americana \| \| Logia Esperanza \| | Madrid    | 361-44 |
| Julio Calame Ogi (Comerciant) | Logia Ibérica                                                           | Madrid    | 370-44 |
| Logia Ibérica                 |                                                                         |           |        |
| Logia Hispano Americana       |                                                                         |           |        |
| Logia Esperanza               |                                                                         |           |        |

Condemnats a 12 anys de reclusió
| Nom                                         | Lògia                    | Localitat | Sumari |
| ------------------------------------------- | ------------------------ | --------- | ------ |
| Alberto Cauwel Samarco                      | Logia Ibérica            | Madrid    | 342-44 |
| Mariano García Cortés                       | Logia Ibérica            | Madrid    | 354-44 |
| Pablo Carcassone Creange                    | Logia Ibérica            | Madrid    | 357-44 |
| Pedro S. Barreda                            | Logia Ibérica            | Madrid    | 363-44 |
| Manuel de la Plaza y Navas                  | Logia Ibérica            | Madrid    | 451-44 |
| Ana García Ferrer                           | Logia Ibérica            | Madrid    | 473-44 |
| José Pradas Santiago                        | Logia Ibérica y L. Nomos | Madrid    | 675-44 |
| Francisco Ildefonso Alberti Pastor González | Logia Renovación         | Mallorca  | 57-45  |
| Juan Salas Ginard                           | Logia Pitágoras          | Mallorca  | 149-45 |
| Juan Furio Martí                            | Logia Ibérica            | Madrid    | 783-45 |
| Pablo Ramos Lechuga                         | Logia El Progreso        | Madrid    | 881-45 |
| Pedro Bello Barceló                         | Logia Mantua             | Madrid    | 902-45 |
| Mateo López Tudela                          | Logia Hijos de Rhea      | Madrid    | 937-45 |
| Enrique Gandía Presencia                    | Logia Ibérica            | Madrid    | 879-47 |

Condemnats a inhabilitació absoluta perpètua
| Nom                       | Lògia            | Localitat | Sumari |
| ------------------------- | ---------------- | --------- | ------ |
| Nilo Juan Servera Sancho  | Logia Pitágoras  | Mallorca  | 429-45 |
| Salas Catany              | Logia Pitágoras  | Mallorca  | 466-45 |
| Francisco Mulet Alcover   | Logia Pitágoras  | Mallorca  | 194-45 |
| Jaime Oliver Flexas       | Logia Pitágoras  | Mallorca  | 490-45 |
| José Pons Bestard         | Logia Pitágoras  | Mallorca  | 467-45 |
| José Cursach Esteva       | Logia Pitágoras  | Mallorca  | 356-45 |
| José Riera Coll           | Logia Renovación | Mallorca  | 424-45 |
| Miguel Ángel Colomar Maya | Logia Renovación | Mallorca  | 328-45 |
| Jaime Bosch Alemany       | Logia Renovación | Mallorca  | 230-45 |

Condemnat a inhabilitació per a càrrecs polítics i sindicals
| Nom                        | Lògia           | Localitat | Sumari |
| -------------------------- | --------------- | --------- | ------ |
| Natalio Navarrina Verdecié | Logia Pitágoras | Mallorca  | 331-45 |
| Juan Barberán Castro Nuño  | Logia Pitágoras | Mallorca  | 327-45 |